# St. Joseph (Wisconsin)
St. Joseph – miasto w Stanach Zjednoczonych, w stanie Wisconsin, w hrabstwie St. Croix.